# 船木鉄道
船木鉄道株式会社（ふなきてつどう）は、山口県宇部市・山陽小野田市・美祢市周辺をエリアとするバス事業者である。通称は船鉄（せんてつ）。

## 概要
社名が示すように、かつては宇部 - 船木町 - 吉部（きべ）間に鉄道路線を持っていたが、1961年に路線を廃止し鉄道事業から撤退した。撤退後も社名はそのままとしている。
同じく山口県西部に基盤を置くバス事業者のサンデン交通が筆頭株主であり、第2位の林孝介（サンデン交通代表取締役会長）の持ち分をあわせて約35%の株を保有するが、サンデン交通のグループ扱いにはなっていない。ただし山口県共通バスカードを双方で先行導入するなど、関連は比較的深い。
関連企業としてスーパーマーケット・ガソリンスタンドを運営する船鉄商事があったが、2018年2月1日、船木鉄道に合併された。

## 沿革
社名の由来となっている船木（ふなき）は、旧楠町（2004年11月に宇部市に編入）の中心市街である。江戸時代は旧山陽道の宿場町として栄えていたが、1900年に敷設された山陽鉄道は船木を避けて南方を迂回したため、船木は交通拠点としての重要性を失っていった。
1911年、船木の有力者により鉄道設立発起人会が結成され、1913年には船木軽便鉄道が設立された。当時の船木周辺には小規模な炭坑が点在し、石炭運搬鉄道としての役割も期待されていた。
1916年、約2か月の工事の後、軌間762mmの軽便鉄道として、宇部駅 - 船木町駅間4.9kmが開業した。1919年、社名を船木鉄道へ改称した。この頃、路線延長と輸送力増強（軌間拡大）が計画され、1923年に船木町 - 万倉（まぐら）間4.7kmの延長と1067mmへの全線改軌がなされた。1926年には、万倉 - 吉部（きべ）間8.1kmが延長し（全線17.7km）、これが同鉄道路線の最長延長となった。（ただし、さらに大田（現美祢市美東町）まで路線延長する免許も取得していた）
太平洋戦争期の1944年、鉄材供出に伴って万倉 - 吉部間が休止した。昭和30年代に入ると石炭産業の斜陽化、バス交通への転換が一気に進み、1961年10月ついに宇部 - 万倉間も休止となり、全線廃止となった。末期はディーゼル車が宇部 - 万倉間を約25分で結んでいた。最後に運転された車両の一つであるキハニ51（芸備鉄道キハユニ17改造）は、廃線後加悦鉄道に譲渡され、京都府与謝野町（旧加悦町）の加悦SL広場にキハユニ51として保存されている。鉄道廃線跡は各所に見られ、例えば旧船木町駅は船鉄バスのターミナルとして使用され、万倉付近には軌道敷の築堤盛土が残存しており、その他、県道へ転用された部分も多数ある。
その後、船木鉄道はバス事業へ転換し、山口県中西部に路線を延ばすとともに、観光バス事業も展開し、現在に至っている。
- 1913年（大正2年）6月5日：船木軽便鉄道株式会社設立。
- 1919年（大正8年）2月4日：船木鉄道株式会社に社名変更[3]。
- 1961年（昭和36年）10月19日：鉄道事業から撤退[3]。

## バス事業
山口県中西部の山陽側一帯に路線を持つ。かつて鉄道路線があった宇部市では、旧楠町地域を含む西部一帯を営業エリアとしている。ほか山陽小野田市・美祢市の全域に路線網を持つ。

### バス営業所（車庫）所在地
- 船木営業所
  - 山口県宇部市船木980番地
- 美祢営業所
  - 山口県美祢市大嶺町東分3340番地3

### 主なバスターミナル
- 船木
- 宇部中央
- 宇部新川駅
- 宇部駅
- 小野田駅
- サンパークおのだ
- 厚狭駅
- 美祢駅

### 車両
一般路線車は赤色地、貸切車は白地に茶色系濃淡4色の帯の塗装である。日本国内4メーカーを導入しているが8割は日野自動車製である。ノンステップバスが多いがワンステップバスは2台しか導入していない。中型バスを主に導入している。

### バス路線

#### 一般路線バス
※（停留所名）は一部の便のみ停車。<停留所名/停留所名>はどちらかを経由。
※ 宇部市高齢者優待乗車証・宇部市障害者優待乗車証（紙・ICOCA（2022年3月15日より）とも）は宇部市優待乗車証適応バス（LED幕に「優」を表示している（例：優 宇部駅 船木）。）に限り利用可能。ただし、船鉄バスではICOCAを導入していないため、提示割引となる。紙の優待乗車証の場合は券面、ICOCA優待乗車証の場合はICOCA券面と「優待乗車証内容控」（ICOCAには優待乗車証情報が印字されないため、購入時に交付される。）を乗務員に提示し、障害者の場合は無料、高齢者の場合は100円を支払う。
- 宇部市役所線（宇部市優待乗車証適応バス）
  - 船木 - 有帆 - 宇部駅 - 東割 - 平原 - 宇部新川駅 - 宇部中央 - 宇部市役所
- 際波線（宇部市優待乗車証適応バス）
  - 際波台 - 宇部駅 - 東割 - 平原 - 宇部新川駅 - 宇部中央
- 小野田線
  - 船木 - 有帆 - 小野田駅 （- 山陽小野田市民病院）
  - 船木 - 有帆 - 小野田駅 - 中川通 - 本町 - 公園通 - 小野田港 - 西ノ浜 - 刈屋
  - 船木 - 有帆 - 小野田駅 - （山陽小野田市民病院） - 中川通 - （労災病院 - （サンパークおのだ）） - 本町 - 公園通 - 小野田港 - 西ノ浜 - 赤崎神社 - 南浜河内 - 本山駅 - 本山岬
  - 船木 - 有帆 - 小野田駅 - スポーツセンター前 - サンパークおのだ - 本町 - 公園通 - 小野田港 - 西ノ浜 - 赤崎神社 - 南浜河内 - 本山駅 - 本山岬
  - 船木 - 有帆 - 小野田駅 - 中川通 - 本町 - 公園通 - 小野田港 - 西ノ浜 - 赤崎神社 - 日赤前 - 理科大前
  - 際波台 - （旦東） - 小野田駅 - 中川通 - 本町 - 公園通 - 小野田港 - 西ノ浜 - 刈屋
  - 際波台 - 小野田駅 - 中川通 - 本町 - 公園通 - 小野田港 - 西ノ浜 - 赤崎神社 - 日赤前 - 理科大前
  - 際波台 - 小野田駅 - スポーツセンター前 - サンパークおのだ - 本町 - 公園通 - 小野田港 - 西ノ浜 - （刈屋 - きらら交流館 - 南浜河内） - 赤崎神社 - 日赤前 - 理科大前
  - 〔南地産団地 → ひばりが丘 → 児童公園口〕 - 小野田駅 - 中川通 - （労災病院 - サンパークおのだ） - 本町 - 公園通 - 小野田港 - 〔叶松団地 → 西叶松〕
  - 〔南地産団地 → ひばりが丘 → 児童公園口〕 - 小野田駅 - スポーツセンター前 - サンパークおのだ - 本町 - 公園通 - 小野田港 - 西ノ浜 - 刈屋
  - 〔南地産団地 → ひばりが丘 → 児童公園口〕 - 小野田駅 - スポーツセンター前 - サンパークおのだ - 本町 - 公園通 - 小野田港 - 西ノ浜 - 刈屋 - きらら交流館 - 本山駅 - 本山岬
  - 小野田駅 - 中川通 - 本町 - 公園通 - 小野田港 - 西ノ浜 - 刈屋
  - 小野田駅 - スポーツセンター前 - サンパークおのだ - 本町 - 公園通 - 小野田港 - 西ノ浜 - 刈屋
  - 小野田駅 - 中川通 - 本町 - 公園通 - 小野田港 - 西ノ浜 - 刈屋 - きらら交流館 - 本山駅 - 本山岬
  - （旦東 -） 小野田駅 - （山陽小野田市民病院） - 中川通 - 本町 - 公園通 - 小野田港 - 西ノ浜 - 刈屋 - きらら交流館 - 南浜河内 - 赤崎神社 - 日赤前 - 理科大前
- 船木厚狭線
  - 船木 - 逢坂 - 加藤 - 厚狭本町 - 厚狭駅
- 厚狭宇部線
  - 厚狭駅 - 厚狭本町 - 加藤 - 千崎 - 江の内 - 小野田駅 - 山陽小野田市民病院 - 中川通 - （労災病院） - （サンパークおのだ） - 本町 - 公園通 - 流川 - 平原 - 宇部新川駅 - 宇部中央
- 高畑循環線
  - 山陽小野田市民病院 → 小野田駅 → （イオン小野田SC） → 江の内 → 千崎中 → 上千崎 → （ナチュラルグリーンパークホテル） → 上千崎 → 江汐公園口 → 江汐公園 → 高千帆台 → 江の内 → （イオン小野田SC） → 小野田駅 → 山陽小野田市民病院
- 厚狭北部便
  - 厚狭駅 - 鴨ノ庄 - 湯ノ峠駅 - 松ヶ瀬 - 平沼田 - 加藤 - 厚狭本町 - 厚狭駅
    - 土曜・休日運休。

#### 廃止路線
- 美祢厚狭線（2023年9月30日をもって廃止）
  - 美祢駅 - 山中 - 松ヶ瀬 - 柳瀬 - 加藤 - 厚狭本町 - 厚狭駅

#### コミュニティバス（運行受託）
- あんもないと号（美祢市）

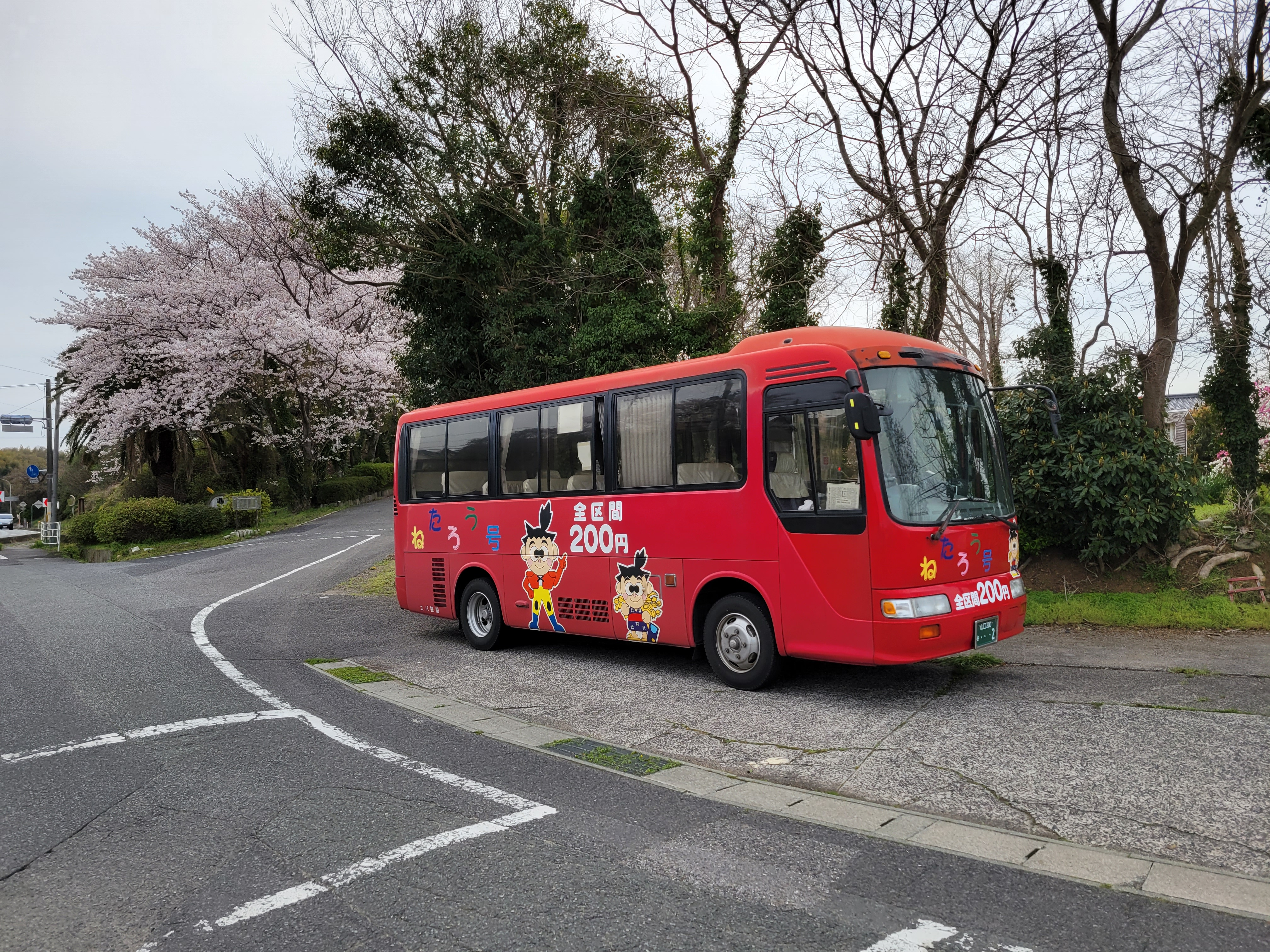
山陽小野田市コミュニティバス「ねたろう号」 2022年4月

- くすのき号（宇部市楠地域・宇部市優待乗車証適応バス）
  - 船木 - 国近 - （こもれびの郷） - 万倉 - （藤ヶ瀬） - 吉部小学校前 - 吉部 - 瀬戸
  - 船木 - 伏付 - （こもれびの郷） - 万倉 - 二ツ道祖 - 堀越（美祢市）
- ねたろう号（山陽小野田市厚狭地域）
  - （厚狭高校 -） 加藤 - 厚狭本町 - 厚狭駅 - 厚狭駅新幹線口 - 下津 - 渡場 - 梶汐湯
  - 加藤 - 厚狭本町 - 厚狭駅 - 厚狭駅新幹線口 - 下津 - 渡場 - 梶汐湯 - 津布田小前
    - 厚狭高校 - 加藤間は平日のみ運行。
- いとね号（山陽小野田市埴生地域）
  - 加藤 → 厚狭本町 → 厚狭駅 → 山の井 → 埴生 → 青年の家前 → 老人センター → 青年の家前 → 埴生 → （上福田） → 埴生 → 山の井 → 厚狭駅 → 厚狭本町 → 加藤 （→ 厚狭高校）
    - 上福田は平日のみ経由。加藤 - 厚狭高校間は平日のみ運行。

#### 定期観光バス
- おいでませ山口号（防長交通と共同運行）
  - 2009年10月1日よりサンデン交通運行分が船木鉄道に移管された。

## 鉄道事業

### 歴史
- 1912年（大正元年）11月30日：船木軽便鉄道に対し軽便鉄道免許状下付（厚狭郡船木村-同郡厚南村間、軌間1067mm[4]）[5]
- 1914年（大正3年）5月2日：宇部駅（後の西宇部駅、現・宇部駅） - 船木町駅間の4.9kmで敷設工事着着手。
- 1916年（大正5年）9月16日：宇部駅 - 船木町駅間が開業[6]（完成は同年5月2日）。軌間762mm。
- 1918年（大正7年）11月29日：船木軽便鉄道に対し軽便鉄道免許状下付（厚狭郡船木町-美祢郡大田村間）[7]
- 1922年（大正11年）6月11日：船木町駅 - 万倉駅間の敷設工事および宇部駅 - 船木町駅間の軌間1067mmへの改軌工事に着手。
- 1923年（大正12年）10月12日：宇部駅 - 船木町駅間の改軌工事が完成し、船木町駅 - 万倉駅間4.7kmが軌間1067mmで開業[8]。営業距離が宇部駅 - 万倉駅間9.6kmとなる。
- 1926年（大正15年）
  - 7月1日：万倉駅 - 今富駅間2.5kmが開業。営業距離が宇部駅 - 今富駅間12.1kmとなる。
  - 11月1日：今富駅 - 吉部駅間5.6kmが開業[9]。営業距離が宇部駅 - 吉部駅間17.7kmとなる。
- 1928年（昭和3年）4月6日：免許取消（1918年11月29日の免許のうち真長田村十文字-大田町間指定の期限まで工事竣工せさるため）[10]
- 1933年（昭和8年）2月1日：裁判所前駅開業。
- 1943年（昭和18年）5月1日：宇部駅を西宇部駅に改称（船木鉄道線廃止後の1964年に宇部駅に再改称）。
- 1944年（昭和19年）
  - 3月1日：万倉駅 - 吉部駅間8.0kmが不要不急線に指定され休止。営業距離が宇部駅 - 万倉駅間9.6kmとなる。
  - 3月31日：万倉駅 - 吉部駅間のレールが金属類回収令に基づく鉄材供出のため撤去。
- 1952年（昭和27年）以前：裁判所前駅廃止。
- 1961年（昭和36年）10月19日：西宇部駅 - 万倉駅間9.7kmおよび、休止中の万倉駅 - 吉部駅間8.0kmの廃止により全線廃止[3]（石炭貨物輸送は路線廃止より以前の同年に廃止）。

### 駅一覧
西宇部駅 - 有帆駅 - 字中村駅 - 船木町駅 - 裁判所前駅 - 宗方駅 - 伏附駅 - 万倉駅 - 矢矯駅 - 今富駅 - 峠駅 - 大棚駅 - 吉部駅
- 裁判所前駅は路線廃止前に廃止

### 接続路線
- 西宇部駅：山陽本線

### 輸送・収支実績
| 年度 | 輸送人員（人） | 貨物量（トン） | 営業収入（円） | 営業費（円） | 営業益金（円） | その他益金（円）    | その他損金（円）                  | 支払利子（円） | 政府補助金（円） |
| ---- | -------------- | -------------- | -------------- | ------------ | -------------- | ------------------- | --------------------------------- | -------------- | ---------------- |
| 1916 | 41,622         | 2,916          | 5,035          | 4,280        | 755            | 未開業中雑収入4,053 |                                   | 1,203          |                  |
| 1917 | 115,967        | 16,286         | 13,711         | 10,332       | 3,379          | 未開業中雑収入3,616 | 償却金203                         | 1,634          | 4,663            |
| 1918 | 147,423        | 20,190         | 20,045         | 13,489       | 6,556          |                     |                                   | 10             | 2,038            |
| 1919 | 173,099        | 19,484         | 35,882         | 17,989       | 17,893         |                     | 政府補助金返納雑損金1,018         |                |                  |
| 1920 | 196,716        | 10,705         | 47,710         | 29,734       | 17,976         |                     | 雑損金661                         |                | 5,200            |
| 1921 | 210,413        | 23,772         | 43,245         | 26,484       | 16,761         |                     |                                   |                |                  |
| 1922 | 227,525        | 55,844         | 45,055         | 29,377       | 15,678         |                     |                                   |                |                  |
| 1923 | 232,280        | 42,482         | 45,449         | 47,429       | ▲ 1,980        |                     | 雑損金その他1,186                 | 1,351          | 9,842            |
| 1924 | 257,546        | 54,840         | 55,872         | 47,919       | 7,953          |                     | 1,500                             | 2,480          | 28,742           |
| 1925 | 225,194        | 50,817         | 47,095         | 41,124       | 5,971          |                     | 雑損4,348                         | 893            | 29,023           |
| 1926 | 228,232        | 49,766         | 62,371         | 52,627       | 9,744          |                     | 雑損15,109                        | 6,275          | 27,207           |
| 1927 | 249,659        | 61,697         | 71,465         | 61,300       | 10,165         |                     | 償却金2,500雑損2,766              | 12,932         | 46,857           |
| 1928 | 247,807        | 63,162         | 72,858         | 63,994       | 8,864          |                     | 償却金5,879自動車業1,125          | 10,854         | 46,764           |
| 1929 | 248,303        | 61,756         | 71,160         | 57,924       | 13,236         |                     | 償却金その他17,070                | 8,759          | 46,864           |
| 1930 | 233,271        | 66,810         | 67,887         | 56,490       | 11,397         |                     | 償却金12,630自動車業6,920         | 8,924          | 46,921           |
| 1931 | 210,069        | 54,556         | 60,538         | 48,945       | 11,593         |                     | 償却金6,973自動車業6,529          | 8,133          | 39,206           |
| 1932 | 176,821        | 34,908         | 50,942         | 47,768       | 3,174          |                     | 雑損7,507自動車業9,188            | 7,264          | 45,317           |
| 1933 | 182,062        | 39,179         | 53,119         | 51,800       | 1,319          |                     | 雑損10,789自動車業6,146           | 6,451          | 40,753           |
| 1934 | 191,960        | 41,559         | 55,024         | 53,912       | 1,112          |                     | 雑損7自動車業6,209                | 3,774          | 33,361           |
| 1935 | 181,147        | 45,122         | 55,210         | 54,377       | 833            |                     | 雑損償却金7,586自動車業3,425      | 2,094          | 33,407           |
| 1936 | 202,854        | 63,061         | 62,015         | 53,148       | 8,867          |                     | 雑損償却金2,950自動車業12,068     | 664            | 16,586           |
| 1937 | 228,786        | 66,807         | 64,914         | 62,011       | 2,903          |                     | 雑損3,318償却金3,230自動車業2,269 | 168            | 13,704           |
| 1939 | 333,933        | 118,903        |                |              |                |                     |                                   |                |                  |
| 1941 | 510,665        | 137,259        |                |              |                |                     |                                   |                |                  |
| 1943 | 604,014        | 192,811        |                |              |                |                     |                                   |                |                  |
| 1945 | 751,061        | 128,446        |                |              |                |                     |                                   |                |                  |
| 1952 | 479,842        | 55,951         |                |              |                |                     |                                   |                |                  |
| 1955 | 412千          | 40,511         |                |              |                |                     |                                   |                |                  |
| 1958 | 410千          | 27,737         |                |              |                |                     |                                   |                |                  |
| 1960 | 217千          | 9,888          |                |              |                |                     |                                   |                |                  |

- 鉄道院鉄道統計資料、鉄道省鉄道統計資料、鉄道統計資料、鉄道統計、国有鉄道陸運統計、地方鉄道統計年報、私鉄統計年報各年度版

### 車両

#### 762mm
機関車は雨宮製作所製2両、客車2両、貨車6両（有蓋2無蓋4）

#### 1067mm
機関車はすべてタンク式。
- 1・2 使用期間は1923年-1950年（1923年雨宮製作所製）。
- 3→103 使用期間は1925年-1955年（1925年ドイツコッペル製）。
- 480→104 使用期間は1942年-1949年。前歴は国鉄480（1904年クラウス製 ）
- 101 使用期間は1945年-1957年。前歴は成田鉄道1-4のうち1両（1925年日立製作所製）
- B5 使用期間は1946年-1955年。前歴は光海軍工廠B5（1944年日立製作所製）
- 102 使用期間は1947年-1955年。自社発注1947年立山重工業製
- 105 使用期間は1947年-1955年。前歴は国鉄3455（元宇部鉄道1926年汽車製造製）
- 101(2) 使用期間は1956年-1961年。前歴は長門鉄道C242（1942年松井製）
- 102(2) 使用期間は1957年-1961年。前歴は長門鉄道C241（1942年松井製）

気動車は日本車輌製造より単端式気動車（カ1・2）を購入し、1929年より宇部-船木町間で運転を開始した。

### 貨物線化構想
鉄道事業の廃止後、当社にも出資する宇部興産（後のUBE）社長の中安閑一が、当路線の貨物線化を構想していた。当時の宇部興産は美祢市と宇部市にある工場間の輸送に美祢線の貨物列車を利用していたが、単線の同線では輸送力が不足し、改善策を模索する中で構想が浮上した。
それまでも宇部興産は国鉄の利用債を購入する形で、美祢線の改良（レール・枕木・道床の改良、信号場設置、ヤード延伸、主要駅の改良、車両更新）を進めていたが、地形上の制約から同線の複線化は困難であった。そこで中安は別線として、船木鉄道跡の活用案を国鉄に提案した。
提案内容は船木鉄道跡を買収して国鉄線とし、トンネルで延伸して美祢市とを結ぶ貨物専用線とするもので、工事費は20から30億円程度を想定。地元関係企業や国会議員の賛同も得ていた。しかし国鉄側は「実現が極めて難しい」「仮にできても中安社長のタイミングに合わない」と回答、貨物線化は実現しなかった。
中安はその後、鉄道線に代わる輸送手段として、地域開発の推進も兼ねて専用道路に着目。船木鉄道跡と並行するルートに高速道路規格（道路構造令の第1種第3級）の宇部興産専用道路（後の宇部伊佐専用道路）を建設し、宇部興産の工場間輸送は専用車による道路輸送に切り替えられた。